# Sigma Draconis
Sigma Draconis (Alsafi, Athafi, 61 Draconis) é uma estrela na direção da constelação de Draco. Possui uma ascensão reta de 19h 32m 20.59s e uma declinação de +69° 39′ 55.4″. Sua magnitude aparente é igual a 4.67. Considerando sua distância de 19 anos-luz em relação à Terra, sua magnitude absoluta é igual a 5.87. Pertence à classe espectral K0V. É um sistema estelar próximo ao Sistema Solar.